# Rosaleda François Miterrand
La rosaleda François Mitterrand ( en francés: Roseraie François Mitterrand) es un parque y  rosaleda de 6 hectáreas de extensión, en el centro de la ciudad de Montauban, Francia.
Montauban, "la plus rose des villes roses" se puede enorgullecer de poseer una reconocida rosaleda de las más importantes de Francia.

## Localización
Se ubica en la "villa Chambord" a unos kilómetros de centro antiguo de la ciudad.  
Roseraie François Mitterrand boulevard Edouard-Herriot 82000, Montauban, Département de Tarn-et-Garonne, Midi-Pyrénées, 31062 cedex 9 France-Francia.
Planos y vistas satelitales.43°36′13.32″N 1°26′34.44″E / 43.6037000, 1.4429000
- Promedio anual de lluvias: 650 mm
- Altitud: 152.00 m s. n. m.

## Historia
A finales del siglo XVIII, el "Baron Vialètes de Mortarieu" poseía en el límite de la ciudad una docena de hectáreas de bosque y terrenos agrícolas. 
Esta importante área fue comprada alrededor de 1800 por un jardinero de floristería de la localidad de Lacapelle. 
En 1975, Roger Sucret un rosalista de Fonneuve, un aledaño de Montauban, lega su excepcional colección de rosas a la ciudad. 
La colección Roger Sucret incluye flores de quince obtentores franceses y ochenta y dos obtentores de 16 diferentes países en el que la mayor parte de sus creaciones son regalos de amistad para el coleccionista de Montauban. 
El municipio ve esto como una oportunidad para mostrar este vasto parque y por los jardineros municipales se llevan a cabo trabajos de siembra y mantenimiento, a partir de 1977. 
La rosaleda fue inaugurada en 1983.
En 1998 la rosaleda fue nombrada "Roseraie François Mitterrand", en honor del difunto presidente.
Hoy en día en el corazón de los barrios de la ciudad, la "villa Chambord" ha dado paso a una de las mayores rosaledas en Europa.

## Colecciones
La rosaleda alberga unos 16 000 rosales de unas 1000 variedades cultivares de flores grandes,
Homenaje a los cultivadores de rosas de todo el mundo, el jardín está organizado por los rosalistas es decir, las rosas se agrupan por los diseñadores que las crearon. Esta es también la especificidad de la rosaleda de Montauban.
Entre sus variedades se encuentran:
- Rosas antiguas de jardín,
- Rosas modernas de jardín.
- 500 pies de rosales trepadores de 50 variedades diferentes.